# Langue des signes tanzanienne
La langue des signes tanzanienne (en swahili : Lugha ya Alama ya Tanzania, LAT ou péjorativement Lugha ya Bubu), est la langue des signes utilisée par les personnes sourdes et leurs proches en Tanzanie.

## Histoire
Il existe des écoles primaires pour les enfants sourds depuis 1963, mais dans le passé, les écoles utilisaient différentes langues des signes. En 1984, l'Association tanzanienne pour les sourds (CHAVITA) a tenté de normaliser la LAT pour l'utiliser dans la plupart des écoles pour les sourds, mais cela n'a pas été officiellement mis en place et il ne reste que peu de similitudes entre les langues,.

## Utilisation
Environ 5 % des enfants sourds sont scolarisés. Dans certains établissements, la langue des signes n'est pas enseignée, les professeurs veulent que les enfants sourds parlent et lisent sur les lèvres pour s'intégrer dans la société plus facilement.
Il existe un Comité pour la langue des signes national et un dictionnaire a été édité,.